# Бусјер ан Камбрези
Бусјер ан Камбрези (фр. Boussières-en-Cambrésis) насеље је и општина у североисточној Француској у региону Север-Па д Кале, у департману Север која припада префектури Камбре.
По подацима из 2011. године у општини је живело 432 становника, а густина насељености је износила 89,63 становника/km². Општина се простире на површини од 4,82 km². Налази се на средњој надморској висини од 75 метара (максималној 109 m, а минималној 70 m).

## Демографија
| 1962. | 1968. | 1975. | 1982. | 1990. | 1999. | 2011. |
| ----- | ----- | ----- | ----- | ----- | ----- | ----- |
| 478   | 502   | 439   | 462   | 458   | 434   | 432   |

График промене броја становника у току последњих година